# Lutopecny
Lutopecny là một làng thuộc huyện Kroměříž, vùng Zlínský, Cộng hòa Séc.